# جورج والاس
 جورج والاس كورلي (بالإنجليزية: George Corley Wallace Jr.) ( 25   أغسطس  1919 -  13   سبتمبر  1998) كان سياسيا أمريكيا وعضوًا في الحزب الديمقراطي، وهو من مؤيدي العزل العنصري، وتولى منصب حاكم ألاباما لأربع مرات. وترشح مستقلا في الانتخابات الرئاسية، بعد فشله لثلاث مرات للحصول على ترشيح من الديمقراطيين.

## روابط خارجية
- جورج والاس على موقع IMDb (الإنجليزية)
- جورج والاس على موقع الموسوعة البريطانية (الإنجليزية)
- جورج والاس على موقع مونزينجر (الألمانية)
- جورج والاس على موقع إن إن دي بي (الإنجليزية)
- جورج والاس على موقع ديسكوغز (الإنجليزية)
- جورج والاس على موقع قاعدة بيانات الفيلم (الإنجليزية)